# Death Mark
Death Mark (死印 shiin, deutsch etwa „Todessiegel“) ist eine Horror-/Mystery-Visual-Novel des japanischen Spieleentwicklers Experience Inc., die am 1. Juni 2017 zunächst auf der PlayStation Vita in Japan erschien. Am 31. Oktober 2018 erschien das Spiel weltweit unter dem Titel Death Mark für PlayStation Vita, Nintendo Switch und PlayStation 4. Seit Februar 2019 erhält das Spiel eine Umsetzung als Graphic Novel und Manga.

## Handlung
In H City, einem Vorort der japanischen Hauptstadt Tokyo, macht seit Kurzem das Gerücht eines Mals die Runde, das besagt, das Träger ebendieses Stigmas einen grausamen Tod sterben wird. Ein unbekannter Mann mittleren Alters sucht deshalb das Anwesen der Therapeutin Kujyo Saya auf, die sich seit einiger Zeit mit diesem Phänomen auseinandergesetzt hat. Dort angekommen, stellt der Protagonist fest, dass Kujyo selbst eine Malträgerin gewesen war und daran auf schrecklichste Weise gestorben ist.
Im Hauptflur angekommen grüßt ihn eine geheimnisvolle Stimme: eine Puppe, die sich ihm als Mary – im Japanischen Merry – vorstellt und ihn über das Schicksals der Hausherrin und den Fluch der Male informiert. Demnach haben Träger des verfluchten Mals eine begrenzte Zeitspanne, um herauszufinden, wer die Personen verflucht hat, und diesen Fluch zu lösen. Kurz darauf klopft es an der Tür und weitere Träger des Mals tauchen auf. Gemeinsam machen sie sich auf die Suche nach dem Ursprung des Fluchs.
Mit der Zeit finden sie bei den Untersuchungen heraus, dass sich im Wald von H City ein Shintō-Schrein befindet und vor 50 Jahren Mitglieder der Shintō-Religion infolge eines religiösen Krieges Statuen des Buddha entweiht haben.

## Charaktere
Protagonist (主人公, Protagonist)
Ein Mann im mittleren Alter, der ein Träger des verfluchten Mals ist. Aufgrund des Fluchs leidet er zunehmend an Amnesie. Gemeinsam mit anderen Malträgern erforscht er verschiedene Gebiete in H City um dem Geheimnis des Fluchs auf den Grund zu gehen.
Mary (メリイ, Merry)
Eine menschengroße Puppe, die zum Leben erweckt wurde, um den Besitzer des Anwesens dabei zu helfen den Fluch zu brechen.
Moe Watanabe (渡辺萌, Watanabe Moe)
Eine Oberschülerin, die sehr an Okkultismus interessiert ist und das Anwesen aufsucht, um mehr über den Geist Hanahiko in Erfahrung zu bringen.
Tsukasa Yoshida (吉田つかさ, Yoshida Tsukasa)
Ein älterer Schüler einer japanischen Grundschule. Er hält nichts von übernatürlichen Phänomenen ist allerdings ängstlich was den Fluch des Mals betrifft.
Satoru Mashita (真下悟, Mashita Satoru)
Ein ehemaliger Detektiv, der alles daran setzt, dem Geheimnis des Fluchs auf die Schliche zu kommen.
Christie Arimura (有村クリスティ, Arimura Christie)
Eine frühere Nachrichtensprecherin, die sich vorgenommen hat im Wald von H City sich das Leben zu nehmen.
Shō Nagashima (長嶋翔, Nagashima Shō)
Ein jugendlicher Draufgänger. Er wirkt nicht ängstlich, verbirgt aber damit seine schwache Seite.
Suzu Moriyama (森宮すず, Moriyama Suzu)
Eine Grundschülerin, deren Eltern sich scheiden ließen. Sie lebt bei ihrer überreligiösen Mutter und weiß nicht, wo sich ihr Vater aufhält.
Eita Taro Nakamatsu (中松栄太, Nakamatsu Eita Taro)
Ein Otaku. Er und Mori kennen sich durch diverse Okkultismus-Treffen. Gemeinsam suchen sich eine magische Telefonzelle auf, die jeder Person, Dinge zeigen soll, die sie suchen.
Ai Kashiwagi (柏木愛, Kashiwagi Ai)
Ein in H City bekanntes Idol. Sie besitzt einen großen Sinn für Gerechtigkeit.
Madoka Hirō (広尾まどか, Hirō Madoka)
Eine Forscherin für ein pharmazeutisches Unternehmen. Sie ist zumeist ruhig, wird aber emotional, wenn okkulte Themen angesprochen werden.
Shūji Daimon (大門修治, Daimon Shūji)
Ein Chefarzt, der eine Klinik in H City leitet, allerdings einen schlechten Ruf hat.
Towako Yasuoka
Eine ältere Hellseherin. Ai Kashiwaga sucht sie bezüglich ihres Mals auf und erfährt so von dem Fluch. Yasuoka übernimmt zeitweise die Rolle von Mary.
Banshee Itō
Ein älterer obdachloser Mann, der in der Kanalisation von H City lebt. Er kennt den Fluch des Mals und gibt diesbezüglich wichtige Hinweise.
Saya Kujō (九条さや, Kujō Saya)
Eine bekannte Psychotherapeutin und die Hausherrin des Kujyo-Anwesens. Erforschte den Fluch des Mals und starb als Trägerin eines Mals ebendiesen Fluches einen grausamen Tod.

### Synchronsprecher
| Rolle             | Japanischer Sprecher (Seiyū) |
| ----------------- | ---------------------------- |
| Mary Kujō         | Rika Tachibana               |
| Masamune Kujō     | Akibo Shieh                  |
| Shūji Daimon      | Akibo Shieh                  |
| Daisuke Yamashita | Yoshiaki Kawabata            |
| Banshee Itō       | Yoshiaki Kawabata            |
| Satoru Mashita    | Yoshiaki Kawabata            |
| Masao Kimura      | Daiki Yamashita              |
| Tsukasa Yoshida   | Yurika Takagi                |
| Moe Watanabe      | Yurika Takagi                |
| Shō Nagashima     | Ryōta Nakamura               |
| Christie Arimura  | Erina Seto                   |
| Suzu Morimiya     | Eri Tomizawa                 |
| Eita Nakamatsu    | Masahiro Kase                |
| Towako Yasuoka    | Masahiro Kase                |
| Ai Kashiwagi      | Yurie Funato                 |
| Madoka Hirō       | Erika Ishitobi               |

## Spielprinzip
In erster Linie handelt es sich bei Death Mark um eine Visual Novel, das heißt, das Hauptmerkmal liegt auf dem Lesen der Mono- und Dialoge der Protagonisten. Allerdings besitzt Death Mark auch ein einfach gehaltenes Gameplay, welches sich in drei Teile einteilen lässt: Erkunden, Dialog und Bosskampf. Im Anwesen tauschen sich die Protagonisten untereinander aus, während der Spieler in der Lage ist, Gebiete außerhalb der Villa nach möglichen Hinweisen zu untersuchen. Hierfür verwendet der Spieler eine Taschenlampe, mit der er verschiedene Gegenstände anleuchtet und so nützliche Items einsammeln kann, die für die weitere Handlung von Nutzen sein können.
Der Spieler kann sich vor jeder Erkundungstour einen Partner aussuchen. Während der Erkundungen wird der Spieler des Öfteren mit Situationen konfrontiert, in denen er sich für eine Handlung entscheiden muss, wobei eine falsche Entscheidung entweder zu einer Schwächung der Gesundheit – im Spiel Soul Points genannt – oder gar zu einem sofortigen Tod des Protagonisten führt. Auch bei einem Aufeinandertreffen mit den Geistern, die als Endboss eines jeden Kapitels dienen, kann der Spieler verschiedene Items einsetzen, um diesen zu besiegen. Hier muss man den Einsatz der im Spiel gefundenen Gegenstände mit den eingesammelten Informationen über den Geist in der richtigen Reihenfolge einsetzen. Somit sind nach jedem Kampf zwei Szenarien möglich: Entweder man rettet den Geist, dann überleben alle Protagonisten, oder man zerstört ihn. In diesem Fall stirbt der Partner des Protagonisten.

## Veröffentlichung
Eine Demoversion des Spiels Death Mark wurde am 18. Mai 2017 im japanischen PlayStation-Vita-Webshop zugänglich gemacht. In diesem war es möglich, das komplette erste Kapitel des Spiels anzuspielen, um sich mit dem Gameplay vertraut machen zu können. Das komplette Spiel erschien in Japan offiziell am 1. Juni gleichen Jahres.
Etwas später wurde eine Demoversion für die Nintendo Switch und die PlayStation 4 veröffentlicht, und es wurde angekündigt, dass das Spiel Anfang des Jahres 2018 für die beiden Konsolen mit einem zusätzlichen Kapitel in Japan veröffentlicht werde. Spieler der PlayStation-Vita-Version hatten zwischen dem 23. Januar 2018 und dem 8. Februar 2018 die Möglichkeit, das neue Kapitel kostenfrei herunterzuladen. Danach kostete dieses Kapitel 1.000 Yen.
Am 13. September 2018 gab Aksys Games bekannt, Death Mark am 31. Oktober 2018 weltweit für die PlayStation Vita, die PlayStation 4 und die Nintendo Switch zu veröffentlichen. Ein spezielles Vorbestellungspack umfasste das Spiel in der physischen Form, ein 96-seitiges Artbook, zwei Abziehtattoos sowie den offiziellen Spiele-Soundtrack.

## Umsetzungen
Am 24. November 2018 kündigte der Spiele-Entwickler Experience Inc. an, dass Death Mark eine Umsetzung als Graphic Novel und Manga erhalten wird. Die Graphic Novel, deren erster Band am 20. Februar 2019 bei PHP Institute erscheinen soll, wird Hintergrundgeschichten der einzelnen Charaktere erzählen, während der Manga, der ebenfalls im Februar erscheinen soll, die Handlungen des Spiels nachverfolgen wird und auch Szenen, die nicht im Spiel gezeigt werden, darstellt.

## Kritiken
Bis zum 24. November 2018 wurden weltweit mehr als 100.000 Exemplare des Spiels verkauft.
Aaron schrieb in seiner Spielekritik, dass es sich bei Death Mark bei Weitem um keine übliche Visual Novel handelt. Bereits bei den Dialogen wird der Spieler auf die Probe gestellt. Je nachdem, wie er mit ihnen interagiert, verhalten diese sich unterschiedlich. Die Entscheidungssektion, die im Spiel Live or Die genannt werden, wird als großer Faktor des Spiels beschrieben. Hier werde, so der Kritiker, mit der Merkfähigkeit des Spielers gespielt. Im Bosskampf-Teil der Handlung versucht das Spiel wie ein Rollenspiel zu wirken.
Laut dem offiziellen britischen PlayStation Magazin muss der Spieler sich auf clever platzierte Jumpscares einstellen. Er muss überleben und ermitteln, was Death Mark wesentlich mehr Ähnlichkeit zu Zero Escape verleiht als Steins;Gate. All dies, sowie das wunderschön schreckliche Cover, die cleveren Dialoge und die gänsehauterregende Musik kreiere eine Visual-Novel-Erfahrung, die man so schnell nicht vergessen wird.